# دجي دان خ رع
دجيدانكر مونتمساف ((بالإنجليزية: Djedankhre Montemsaf)) هو فرعون من الأسرة المصرية السادسة عشر التي حكمت صعيد مصر خلال الفترة الانتقالية الثانية، حوالي سنة 1590 ق.م..

## الأدلة الأثرية

### كتلة حجرية من الغريرة
تم توثيق اسم دجيدانكر مونتمساف على كتلة حجرية منقوشة عُثر عليها في موقع الغريرة بصعيد مصر. تحمل النقوش اسمه الملكي بشكل واضح، ما يؤكد وجوده التاريخي.

### شفرة فأس في المتحف البريطاني
شفرة فأس من البرونز محفوظة حالياً في المتحف البريطاني (رقم القطعة: EA 62882)، منقوش عليها النص: "الإله الصالح، دجيدانكر، منح الحياة"، ما يُعَد شاهداً إضافياً على وجوده.